# Janvier 1757
Cette page présente les faits marquants du mois de janvier 1757.

## Événements
- 2 janvier : Robert Clive, qui dirige alors Madras, appelé par la East India Company (Compagnie anglaise des Indes orientales), reprend Calcutta aux côtés de l'amiral Watson avec 600 Européens et 1900 Cipayes[1].
- 23 janvier : le roi d’Afghanistan Ahmad shah Abdali prend Delhi et la met de nouveau à sac[2].